# Прокопенко Іван Борисович
Іван Борисович Прокопенко (30 грудня 1929 — ?) — український радянський дія, новатор виробництва, дюральник Київського авіаційного заводу. Депутат Верховної Ради УРСР 7—8-го скликань.

## Біографія
Народився в селянській родині.
З 1954 року — дюральник Київського авіаційного заводу.
Член КПРС.
Потім — на пенсії у місті Києві.

## Нагороди
- ордени
- медалі